# NPaOc Apa (P-121)
O NPaOc Apa (P-121) é um navio de patrulha oceânica da classe Amazonas pertencente a Marinha do Brasil. O Apa foi construído pela BAE Systems Maritime em 2009 como parte de uma classe de navios projetados com base na classe River da Marinha Real Britânica. O homônimo de seu nome é o Rio Apa (rio que demarca a fronteira entre o Brasil e o Paraguai). Uma de suas maiores participações foi o transporte de tanques de oxigênio para hospitais no Amazonas durante a falta de oxigênio.

## Construção e características
O Apa foi construído pela BAE Systems Maritime em 2009 em Glasgow, Escócia como uma versão aumentada da classe River da Marinha Real. Apa incorporado a Marinha do Brasil em 30 de novembro de 2012 após uma viagem de Portsmouth até ao Rio de Janeiro.
Em termos de dimensões, o Apa possui um comprimento de 90,5 metros, uma boca de 13,5 metros, um calado de 4,5 metros e um deslocamento, quando completamente carregado, de 2 170 toneladas. Já em termos de velocidade, ele pode alcançar 25 nós (46 quilômetros por hora). Sua autonomia é de 35 dias, sendo que, a doze nós, é possível ter um raio de ação de 5 500 milhas náuticas. Sua tripulação é de 51 marinheiros. Já o seu armamento consite em um canhão de trinta milímetros e duas metralhadoras de 25 milímetros.

## Histórico de serviço

### 2012
Após sua chegada ao Rio em 2012, o Apa e sua tripulação passaram por um extenso programa de treinamento voltado para o combate a pirataria e patrulhas navais. O treinamento durou de dezembro de 2012 até janeiro de 2013. O treinamento da tripulação foi gerenciado pela FOST (Flag Officer Sea Training), uma unidade da Marinha Real especializada em treinamentos de marinheiros.

### 2013
Em 11 de março de 2013, o Apa viajou de Portsmouth para Itajaí com escala em diversas cidades (Espanha, Portugal, Mauritânia etc.). Durante sua estada em Rio Grande, (outra escala dessa viagem) o Apa passou por uma vistoria de aviação, uma vistoria de estática e, no dia 10, uma vistoria de dinâmica. Após a conclusão desses exercícios, ele fez exercícios militares. No dia 24 de maio do mesmo ano, ele voltou para o Rio.

### 2014
De 15 a 22 de janeiro de 2014, Apa participou da Operação MARLIM-RJ/ES. Essa operação tinha como foco a patrulha das bacias petrolíferas em Campos dos Goytacazes, Rio de Janeiro, a fim de acabar com ilícitos e fazendo valer as normas de navegação brasileiras.

### 2023
Em 21 de novembro, o 1º Esquadrão de Aeronaves Remotamente Pilotadas (QE-1) realizou, pela primeira vez, o voo a partir do Navio-Patrulha Oceânico Apa (P-121).Quatro aeronaves RQ-1 ScanEagle foram utilizadas para a realização dos primeiros voos de teste embarcados, conduzidos pela Diretoria de Aeronáutica da Marinha.